# Илешевское сельское поселение
Илеше́вское се́льское поселе́ние — упразднённое муниципальное образование в Кологривском районе Костромской области.
Административный центр — деревня Овсяниково.

## История
Илешевское сельское поселение образовано 30 декабря 2004 года в соответствии с Законом Костромской области № 237-ЗКО, установлены статус и границы муниципального образования.
22 июня 2010 года в соответствии с Законом Костромской области № 626-4-ЗКО в состав Илешевского сельского поселения включены упразднённые Понговское и Черменинское сельские поселения.
Законом Костромской области от 21 мая 2021 года № 90-7-ЗКО к 31 мая 2021 года упразднено в результате преобразования муниципального района в муниципальный округ.

## Население
| 2008 | 2010 | 2012 | 2013 | 2014 | 2015 | 2016 |
| ---- | ---- | ---- | ---- | ---- | ---- | ---- |
| 942  | ↘686 | ↘640 | ↘590 | ↘561 | ↘506 | ↗546 |
| 2017 | 2018 | 2019 | 2020 |      |      |      |
| ↘515 | ↘492 | ↘425 | ↘405 |      |      |      |

## Состав сельского поселения
| №  | Населённый пункт | Тип населённого пункта          | Население |
| -- | ---------------- | ------------------------------- | --------- |
| 1  | Астафьево        | деревня                         | →0        |
| 2  | Борок            | посёлок                         | ↘4        |
| 3  | Бураково         | деревня                         | →0        |
| 4  | Бурдово          | деревня                         | ↗1        |
| 5  | Варзенга         | посёлок                         | ↗205      |
| 6  | Вяльцево         | деревня                         | →0        |
| 7  | Глебово          | деревня                         | →0        |
| 8  | Даравка          | посёлок                         | ↗74       |
| 9  | Зеленино         | деревня                         | ↗3        |
| 10 | Илешево          | село                            | ↗37       |
| 11 | Копьёво          | деревня                         | →0        |
| 12 | Красный Бор      | посёлок                         | ↘0        |
| 13 | Крутец           | деревня                         | ↗218      |
| 14 | Мичурино         | деревня                         | →0        |
| 15 | Овсяниково       | деревня, административный центр | ↗81       |
| 16 | Октябрьский      | посёлок                         | ↗142      |
| 17 | Паунино          | деревня                         | →0        |
| 18 | Хапово           | деревня                         | ↗5        |
| 19 | Церковное        | деревня                         | ↘1        |
| 20 | Черменино        | деревня                         | ↗73       |
| 21 | Шаблово          | деревня                         | ↘10       |